# Zajin
Zajin (זין) je 7. slovo hebrejskog pisma i ima brojčanu vrijednosti od 7. Na današnjem hebrejskom jeziku (Irvit) se zajin izgovara kao Z kod Zvonimir.

## Povijest
Grčko slovo Zeta i latinsko slovo Z proizlaze iz slova Zajin, koji je nastao iz stilizirane slike mača. Iz oblik slova može se još naslućivati mač.

## Primjeri
- זבוב (zvuv): Muha
- זין (zajin): Mač
- זיכרון (zikaron): Uspomena, Sjećanje

## Šifra znaka
|          | Unikod | Unikod              | HTML     | HTML | izgled ovisi o pregledniku | poveznice (engl.)                |
| k. točka | naziv  | kod                 | entitet  |      | izgled ovisi o pregledniku | poveznice (engl.)                |
| -------- | ------ | ------------------- | -------- | ---- | -------------------------- | -------------------------------- |
| slovo ז  | U+05d6 | HEBREW LETTER ZAYIN | &#x05d6; | nema | ז                          | detaljni podaci test preglednika |

U standardu ISO 8859-8 simbol ima kod 0xe6.